# Josep Casamartina Parassols
Josep Casamartina Parassols (Sabadell, 1956) es un historiador del arte, la arquitectura y la moda, crítico de arte, escritor, guionista y director de documentales, comisario independiente especializado en exposiciones, publicaciones y documentales de arquitectura, de arte catalán y arte español y de la moda de los siglos XIX al XXI.
BiografíaHijo de una familia vinculada al mundo del textil, ha ejercido la crítica de arte desde 1998 hasta 2017 en el El País.
Como escritor ha publicado decenas de libros así como artículos en los principales diarios y revistas tanto generalistas como especializadas, entre los que destacan El País, El Semanal, La Vanguardia, Ara, Coup de fouet, Art & Co, Revista de Girona, Serra d'Or, Datatextil, Arraona, Diari de Sabadell, El 9 nou, entre otros.
Como historiador del arte ha comisariado casi un centenar de exposiciones en instituciones como el MNCARS, la Residencia de Estudiantes, el MNAC, el Palacio Güell, el Palacio Robert, el Museo de Historia de Cataluña, el Museo de Mallorca y el Museo de Montserrat, entre otros muchos.
También ha trabajado en el campo audiovisual con Ferran Alberich, como guionista de los documentales Ismael Smith y Josep de Togores, del Museo de Arte de Cerdanyola, y como director y guionista de Balenciaga en Barcelona, una huella oculta, del Cristóbal Balenciaga Museoa, y Pedro Rovira, 1921-1977, por el Museo del Traje, también con Ferran Alberich como realizador, y Barcelona prêt-à-porter, realizada por Benet Roman.
Entre otras actividades, en 2018 colaboró con Antoni Miralda en la performance Santa Eulalia. 175, para celebrar los 175 años de la conocida tienda de moda de Barcelona.
Es miembro de la Real Academia de Bellas Artes de Sant Jordi, de la Asociación Catalana de Críticos de Arte, de la Asociación de Escritores en Lengua Catalana y cofundador, director y vicepresidente de la Fundación Antoni de Montpalau.

## Publicaciones destacadas
Josep Casamartina ha publicado decenas de libros relacionados con la cultura y el arte, principalmente monografías y catálogos de exposiciones diversas, entre los que se incluyen:
- Marian Burguès, un terrisser que va fer història, Caixa Sabadell / Patronat dels Museus Municipals de Sabadell, 1993, ISBN 84-604-6073-8
- Vila Arrufat a Sabadell, Banc de Sabadell, 1994, ISBN 84-920138-0-X
- Togores. Clasicisme i renovació (obra de 1914 a 1931), Museo Nacional Centro de Arte Reina Sofía / Museu Nacional d'Art de Catalunya, Madrid / Barcelona, 1997
- Togores, du Réalisme Magique au Surréalisme [amb Cécile Debray], Éditions Cercle d'Art, París, 1998, ISBN 2-7022-0476-7
- Josep Renom, arquitecte, Fundació Bosch i Cardellach, Sabadell, 2000, ISBN 84-95113-05-8
- Les fàbriques i els somnis, Centre de Documentació i Museu Tèxtil, Terrassa, 2002, ISBN 84-933320-0-3
- Josep Palau i Oller, del Modernisme a l'art Decó, Centre de Documentació i Museu Tèxtil, Terrassa, 2003, ISBN 84-921199-9-3
- Agustí Puig. 100 gravats de Roma, Fundació Vila Casas/Banco Urquijo, Barcelona, 2003, Dip leg. B-27-931-03
- L'interior del 1900, Adolf Mas fotògraf, Institut Amatller d'Art Hispànic / Centre de Documentació i Museu Tèxtil, Terrassa, 2002, ISBN 84-921199-8-5
- Ángeles Santos, un mundo insólito en Valladolid,Patio Herreriano Museo de Arte Contemporáneo Español, Valladolid, 2003, ISBN 8493260657
- “El príncep dels ismes” a Francesc Trabal, Esteve Valls Baqué, Fundació La Mirada, Sabadell, 2005, ISBN 978-84-932776-2-8
- Joan Junyer, Fundación MAPFRE, Madrid, 2007, ISBN 978-84-9844-077-5
- Joan Sandalinas, Fundación MAPFRE, Madrid, 2007, ISBN 978-84-9844-078-2
- Josep de Togores, Fundación MAPFRE / TF Editores, Madrid, 2008, ISBN 978-84-9844-097-3
- Ángeles Santos, Fundación Mapfre / TF editores, Madrid, 2010, ISBN 9788492441303
- Juli Batllevell, un gaudinià oblidat, Fundació Gas Natural Fenosa / Museu del Gas, Sabadell, 2011, ISBN 978-84-615-5560-4
- "La Col·lecció Antoni de Montpalau, entre l'obsessió i la història" a Mercat de l'art, col·leccionisme i museus,[Bonaventura Bassegoda i Ignasi Domènech, ed.], Universitat Autònoma de Barcelona / Museu Nacional d'Art de Catalunya, Barcelona, 2014, ISBN 9788480432702
- Joan Vilacasas, Fundació Vila Casas, Barcelona, 2014, ISBN 978-84-616-7379-7
- Mirades al mobiliari, Palau Güell, Barcelona, 2015, ISBN 978-84-9803-718-0
- Col·lecció d'Art Banc Sabadell. Artistes contemporanis II, Banc Sabadell, Barcelona, 2015, Dip leg. B-17199-2012
- De l'amor és lo jardí. Masó i els teixits, Úrsula Llibres/Fundació Rafael Masó, Girona, 2016, ISBN 978-84-946417-0-1
- Un palau dins d'un altre. De Portaferrissa a Nou de la Rambla, Palau Güell, Diputació de Barcelona, Barcelona, 2017, ISBN 978-84-98-03-775-3
- Ismael Smith, la bellesa i els monstres, Museu Nacional d'Art de Catalunya, Barcelona, 2017, ISBN 978-84-80-43-319-8
- Ismael Smith, Barcelona, París, Nova York, Palau Antiguitats / Clavell Morgades, Barcelona, 2018
- La Casa Garriga Nogués. Un emblema de l'Eixample, Fundación MAPFRE, Madrid, 2018, ISBN 978-84-9844-672-2
- Moda i Modistes. Col·lecció Antoni de Montpalau, Museu d'Història de Catalunya, Barcelona, 2019, ISBN 978-84-393-9889-9
- Chapeau! De Casas i Picasso a Balenciaga i Pertegaz, Triangle Postals / Fundació Palau, Barcelona, 2021, ISBN 978-8484789024 i 978-84-8478-903-1 (ed. castellà)
- Pedro Rovira, 1921-1978, Museu de Badalona, 2021, ISBN 978-84-88758-62-0
- Joana Biarnés. Moda a pie de calle, Blume, Barcelona, ISBN 978-84-19499-76-9

## Premios y reconocimientos
En 2010 fue galardonado por el Ayuntamiento de Sabadell con el Premio Nits de la Cultura. En 2011, recibió de la Asociación Catalana de Críticos de Arte el Premio ACCA 2010 a la mejor iniciativa patrimonial por la Colección textil Antoni de Montpalau. Más adelante, en 2016 le fue atorgado por el Gremio de Galerías de Arte de Cataluña el Premio GAC 2016 a la Crítica de arte. En 2018 obtuvo el Premio ACCA 2017 de Investigación por la exposición y el catálogo Ismael Smith, la belleza y los monstruos, del Museo Nacional de Arte de Cataluña, otorgado por la Asociación Catalana de Críticos de Arte.